# Dustin Poirier
Dustin Glenn Poirier (biệt danh: The Diamond; sinh ngày 19 Tháng 1 năm 1989) là một võ sĩ mixed martial arts (MMA) chuyên nghiệp người Mỹ gốc Pháp. Anh hiện đang thi đấu ở hạng nhẹ (lightweight) tại Ultimate Fighting Championship (UFC), là cựu vô địch tạm thời của UFC Lightweight. Kể từ ngày 13 tháng 6 năm 2021, anh đứng số 1 trong bảng xếp hạng hạng nhẹ của UFC, và tính đến ngày 21 tháng 11 năm 2021, anh đứng thứ 5 trong bảng xếp hạng đa hạng cân pound-for-pound của UFC.
Dustin Poirier là một võ sĩ nhận được nhiều sự chú ý từ khán giả, giới truyền thông cũng như cộng đồng võ sĩ bởi lối đánh đứng tập trung vào tấn công sức sát thương lớn nhằm hạ gục đối thủ, võ sĩ hàng đầu của hạng nhẹ thế giới, nhận được sự yêu quý từ cộng đồng với những đóng góp trong hoạt động thiện nguyện.

## Xuất thân và đời tư
Dustin Poirier sinh ngày 19 tháng 1 năm 1989, tại Lafayette, tiểu bang Louisiana, Hoa Kỳ, là người Mỹ gốc Pháp vùng Acadia, sắc tộc Cajun. Bố mẹ anh ly hôn khi anh mới 5 tuổi, và anh được nuôi dưỡng bởi mẹ, Jere Chaisson cùng hai anh trai. Anh theo học trường trung học Northside ở Lafayette trong một thời gian ngắn, bỏ học năm lớp 9 lúc 15 tuổi vì liên tục gặp rắc rối và đánh nhau đường phố. Trong thời còn học trung học, Poirier gặp Jolie năm 14 tuổi, cả hai là bạn cùng lớp, cùng sắc tộc Cajun ở Lafayette. Hai người yêu nhau rồi kết hôn năm 2009, khi 20 tuổi, cư trú tại Lafayette, có một con gái là Parker Noelle Poirier, sinh ngày 20 tháng 8 năm 2016. Poirier tập luyện tại American Top Team ở Florida. Về thể hình, Poirier có hình xăm đầu tiên ở tuổi 14, và hiện tại, ngực và cánh tay của anh được bao phủ bởi các hình xăm, trong đó có một hình xăm trên ngực có chữ 武士道 (tức, bushidō hay võ sĩ đạo), có nghĩa là "con đường của các võ sĩ" trong tiếng Nhật.
Về kinh doanh, vào ngày 8 tháng 12 năm 2020, Poirier đã thông báo trên Twitter về việc đăng ký nhãn hiệu và kinh doanh nước sốt Cajun của mình là Poirier's Louisiana Style với sự hợp tác của một công ty Canada là Heartbeat Hot Sauce Co. Mặt hàng này được bày bán trên trang web chính thức của anh với giá 12 USD. Vào tháng 7 năm 2021, một nhãn hiệu khác là Heatonist KO cũng được đăng ký và kinh doanh.

## Sự nghiệp

### Giai đoạn đầu
Dustin Poirier bắt đầu sự nghiệp võ thuật chuyên nghiệp vào năm 2009, nhanh chóng lập kỷ lục 7–0, hầu hết thi đấu trong các sự kiện khu vực ở Louisiana và miền Nam Hoa Kỳ. Những thống kê, tài liệu về sự nghiệp MMA ban đầu của Poirier ở Louisiana được mô tả trong bộ phim tài liệu Fightville. Năm 2010, anh tham gia World Extreme Cagefighting và đã thua trận đầu tiên trước Danny Castillo bởi quyết định đồng thuận (UD) vào ngày 18 tháng 8 năm 2010, tại WEC 50. Poirier đánh bại Zach Micklewright bằng việc hạ đo ván kỹ  thuật (TKO) ngay hiệp đầu tiên vào ngày 11 tháng 11 năm 2010, tại WEC 52.

### Ultimate Fighting Championship

#### Từ 2010 – 2012
Vào tháng 10 năm 2010, World Extreme Cagefighting hợp nhất với Ultimate Fighting Championship. Là một phần của sự hợp nhất, tất cả các võ sĩ WEC đã được chuyển giao cho UFC. Sau đó vô địch hạng lông (featherweight) mới đăng quang của UFC là José Aldo đã có trận bảo vệ đầu tiên trước đối thủ Josh Grispi tại UFC 125. Aldo sau đó phải rút lui vì chấn thương lưng vào ngày 23 tháng 11 năm 2010. Poirier đồng ý thay thế và đối mặt với Grispi tại sự kiện này vào ngày 1 tháng 1 năm 2011. Anh đã giành chiến thắng trong bằng UD. Poirier dự kiến sẽ đối đầu với Rani Yahya vào ngày 11 tháng 6 năm 2011, tại UFC 131. Tuy nhiên, Yahya buộc phải rời trận vì chấn thương, và đối thủ thay thế là Jason Young. Poirier đánh bại Young thông qua UD ba hiệp đấu. Anh đấu với Pablo Garza vào ngày 12 tháng 11 năm 2011, tại UFC trên Fox 1, tiếp tục thắng bằng đòn khóa tam giác D'arce.
Poirier dự kiến sẽ đấu với Erik Koch vào ngày 4 tháng 2 năm 2012, tại UFC 143. Tuy nhiên, Koch đã rút lui vì chấn thương, và được thay thế bởi Ricardo Lamas. Sau đó, chỉ hai tuần sau, Lamas phải rút lui vì một chấn thương, khiến Poirier một lần nữa không có đối thủ. Một tuần sau, Max Holloway đồng ý tham gia đấu với Poirier. Poirier đã đánh bại Holloway ở hiệp đầu tiên bằng đòn khóa tam giác thế cao, nhận phần thưởng Submission of the Night. Poirier đối đầu với Chan Sung Jung vào ngày 15 tháng 5 năm 2012, trong sự kiện chính tại UFC trên Fuel TV: Korean Zombie v. Poirier. Đây là lần đầu tiên Poirier được đưa vào sự kiện chính. Jung đã đánh bại Poirier bằng đòn khóa D'arce ở hiệp 4. Trận đã giành được danh hiệu Fight of the Night cho cả hai võ sĩ, được vinh danh là Fight of the Year bởi một số ấn phẩm vào cuối năm 2012. Poirier đánh bại Jonathan Brookins vào ngày 15 tháng 12 năm 2012, tại The Ultimate Fighter 16 Finale bằng đòn khóa D'arce.

#### Từ 2013 – 2015

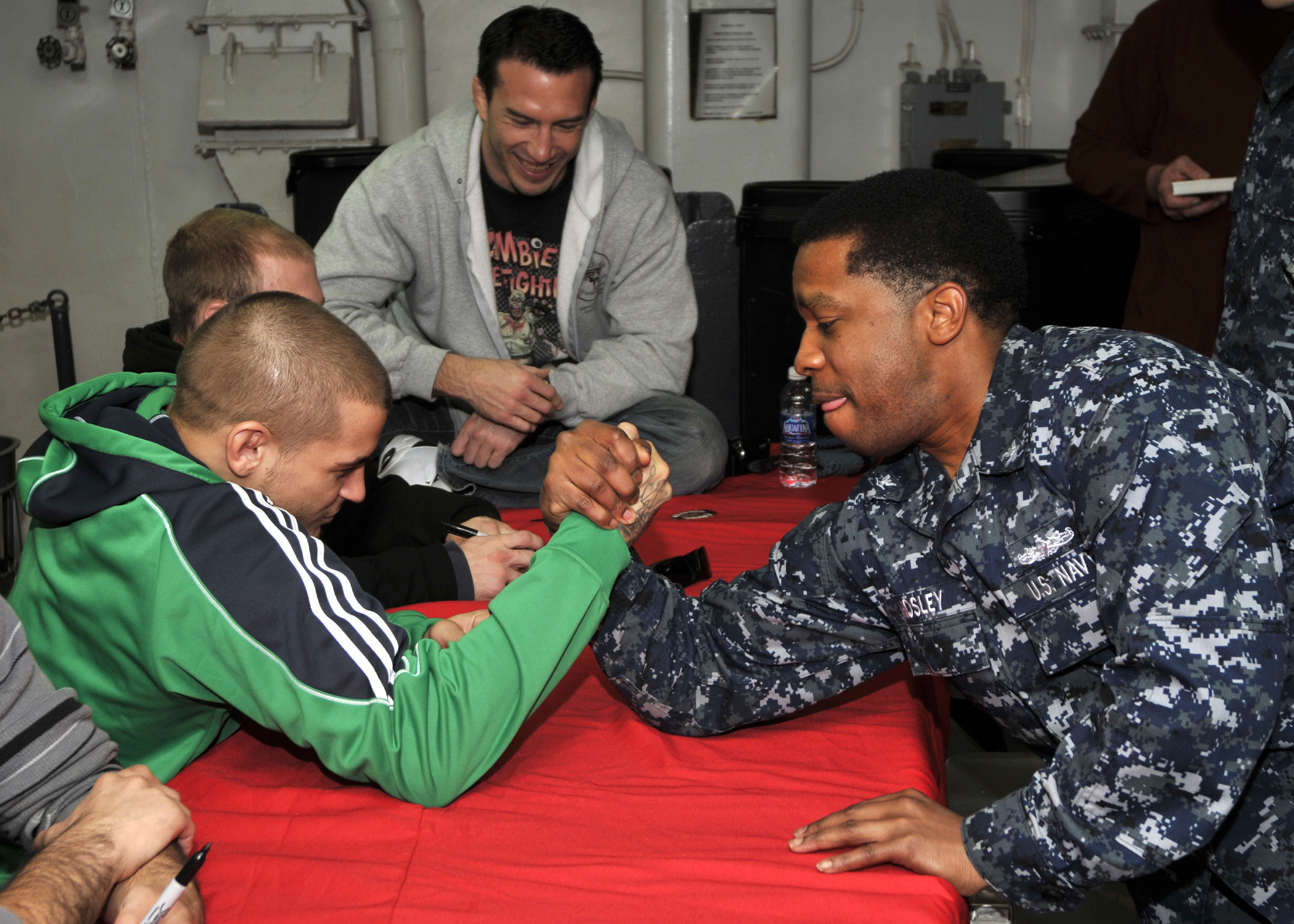
Poirier vật tay giao lưu với sĩ quan Christopher Mosley trên siêu tuần dương mẫu hạm USS George Washington.

Năm 2013, Poirier nhanh chóng quay trở lại sàn đấu, đấu hai trận trong vòng 63 ngày khi anh thay thế cho Dennis Siver bị thương, đối mặt với Cub Swanson trong sự kiện chính vào ngày 16 tháng 2 năm 2013, tại UFC trên Fuel TV: Barão v. McDonald . Trong trận, cả hai võ sĩ đều tung ra những cú đấm sát thương lớn, Poirier tung hai cú đánh ngã bằng chân, Swanson trả đũa bằng những cú đá vào đấu và nỗ lực khóa. Poirier đã thua trận UD (29–28, 30–27, 30–27). Poirier đối đầu với Erik Koch vào ngày 31 tháng 8 năm 2013, tại UFC 164. Anh đã chiếm ưu thế bằng những cú đấm trong suốt trận đấu, đánh ngã đối thủ bằng một cú đấm ở gần cuối hiệp 1 và gần như kết thúc trận đấu, nhưng hết hiệp và cuối cùng đã giành chiến thắng thông qua UD. Sau chiến thắng, Poirier muốn tái đấu với Cub Swanson, nói với phóng viên Ariel Helwani rằng Swanson phải "là một người đàn ông" [be a man]. Poirier đấu với Diego Brandão vào ngày 28 tháng 12 năm 2013, tại UFC 168, thắng KO ngay hiệp đầu tiên.
Poirier đấu với Akira Corassani tại The Ultimate Fighter Nations Finale, thắng TKO ở hiệp hai. Chiến thắng này cũng mang về cho anh giải thưởng Fight of the Night thứ hai. Poirier đấu với Conor McGregor vào ngày 27 tháng 9 năm 2014, tại UFC 178. Anh ấy đã thua trận TKO ở hiệp đầu tiên. Đây là lần đầu tiên Poirier bị hạ gục bởi đòn tấn công. Sau trận đấu, Poirier nói: Tôi luôn xem đó là một điểm cộng nhưng cuộc đấu với Conor McGregor mới là bước ngoặt. Tôi nhớ tôi đã ở hậu trường để chuẩn bị bước ra ngoài và nhìn thấy anh ta, anh ta đã ném một nụ cười và chỉ vào tôi. Tôi không biết tại sao nhưng nó thực sự làm tôi rối tung lên." Sau trận thua, Poirier chuyển hạng cân lên hạng nhẹ. Anh nói rằng đó là bởi vì việc cắt giảm trọng lượng đang làm anh mất tập trung trong việc tập luyện. Anh cũng tuyên bố rằng sẽ không bao giờ trở lại hạng lông cũng như chuyển lên hạng bán trung (welterweight). Poirier nói trong một cuộc phỏng vấn: "Đây là hạng cân mà tôi sẽ giành được đai."
Poirier đối đầu với Carlos Diego Ferreira trong một trận đấu hạng nhẹ vào ngày 4 tháng 4 năm 2015, tại UFC Fight Night 63. Anh đã giành chiến thắng KO ở hiệp đầu tiên. Chiến thắng này cũng mang lại cho anh giải Performance of the Night đầu tiên và khoản lương 118.000 USD, mức lương tiết lộ cao nhất mà Poirier nhận được vào thời điểm đó. Poirier đấu với Yancy Medeiros vào ngày 6 tháng 6 năm 2015, tại UFC Fight Night 68, thắng TKO ở hiệp đầu tiên sau khi đánh ngã Medeiros hai lần bằng những cú đấm. Chiến thắng này cũng mang lại cho anh phần thưởng Performance of the Night thứ hai.

#### Từ 2016 – 2018
Poirier dự kiến sẽ đấu với Joseph Duffy vào ngày 24 tháng 10 năm 2015, tại UFC Fight Night 76. Tuy nhiên, Duffy đã rút khỏi trận vào ngày 21 tháng 10, ba ngày trước khi sự kiện diễn ra, sau khi bị chấn thương trong một phiên đấu tập. Cặp đấu được dời lại và diễn ra vào ngày 2 tháng 1 năm 2016, tại UFC 195, và Poirier đã giành chiến thắng UD. Sau trận, Poirier phải nhập viện vì gãy mũi. Anh đã phải nghỉ thi đấu 6 tuần vì chấn thương. Poirier đấu với Bobby Green vào ngày 4 tháng 6 năm 2016, tại UFC 199, tiếp tục giành chiến thắng bằng KO ở hiệp đầu. Anh nhận được khoản tiền là 110.000 USD, mức lương tiết lộ cao thứ hai mà Poirier nhận được trong sự nghiệp của mình vào thời điểm đó. Poirier đấu với Michael Johnson trong trận đấu chính thứ hai của anh vào ngày 17 tháng 9 năm 2016, tại UFC Fight Night 94, đã thua KO trận ở hiệp đầu.
Poirier đã thách đấu với Jim Miller vào ngày 11 tháng 2 năm 2017, tại UFC 208. Trong trận, Poirier đẩy Miller vào tường sàn đấu, tung đòn khiến Miller bị thương. Đổi lại, Miller liên tục đá vào chân Poirier. Sau đó, Miller quét ngã Poirier, sử dụng đòn khóa kimura nhưng không thành công. Poirier đã giành chiến thắng bằng quyết định đa số (MD). Chiến thắng này cũng mang về cho anh giải thưởng Fight of the Night thứ ba. Do bị thương trong trận, anh tạm nghỉ thi đấu vô thời hạn. Sau đó, Poirier trở lại đấu với Eddie Alvarez vào ngày 13 tháng 5 năm 2017, tại UFC 211. Poirier áp đảo ở hiệp thứ hai nhưng sau đó bị dồn vào góc đài, Alvarez tung đòn đầu gối khi Poirier đã chạm đất bằng cả tay và chân, khiến cho đòn gối của Alvarez không đúng luật UFC. Trọng tài Herb Dean tuyên bố trận đấu không có kết quả, bất phân thắng bại. Poirier đấu với Anthony Pettis vào ngày 11 tháng 11 năm 2017, tại UFC Fight Night 120, thắng TKO sau khi Pettis bị gãy xương sườn khi Poirier sử dụng đòn khóa thân tam giác ở hiệp thứ ba. Trận này cũng đã mang về cho anh giải thưởng Fight of the Night.
Sau trận đấu với Pettis, Poirier đã ký hợp đồng mới với UFC mặc dù anh còn ba trận đấu trong hợp đồng trước đó. Poirier đấu với Justin Gaethje vào ngày 14 tháng 4 năm 2018, tại UFC trên Fox 29, thắng trận đấu qua TKO ở hiệp 4, mang về cho anh giải thưởng Fight of the Night. Poirier tái đấu với Eddie Alvarez ngày 28 tháng 7 năm 2018, trong sự kiện chính tại UFC trên Fox 30. Anh đã thắng TKO ở hiệp thứ hai. Chiến thắng này đã mang về cho anh giải thưởng Performance of the Night. Vào ngày 3 tháng 8 năm 2018, có thông báo rằng Poirier đã đồng ý đấu với Nate Diaz vào ngày 3 tháng 11 năm 2018, tại Madison Square Garden. Trận đấu được mong đợi là tiêu đề chính của UFC 230. Tuy nhiên, vào ngày 10 tháng 10 năm 2018, anh đã rút lui do chấn thương hông.

#### Từ 2019
Poirier đối đầu với nhà vô địch hạng lông của UFC Max Holloway trong trận tranh đai vô địch hạng nhẹ tạm thời của UFC vào ngày 13 tháng 4 năm 2019, tại UFC 236. Đây cũng là trận tái đấu của hai võ sĩ sau 7 năm. Anh đã giành chiến thắng UD, giành được danh hiệu UFC Lightweight Interim và phá vỡ chuỗi mười ba trận chiến thắng của Holloway. Trận này đã mang về cho anh Fight of the Night thứ tư liên tiếp. Poirier đấu với nhà vô địch hạng nhẹ UFC bất khả chiến bại Khabib Nurmagomedov vào ngày 7 tháng 9 năm 2019, trong trận đấu thống nhất đai tại UFC 242. Anh đã thua bị đòn khóa cổ của Nurmagomedov. Poirier đấu với Dan Hooker vào ngày 27 tháng 6 năm 2020, tại UFC trên ESPN: Poirier v. Hooker. Anh đã giành chiến thắng UD, giành giải Fight of the Night thứ bảy. Trận đấu được nhiều người coi là một trong những trận đấu hay nhất trong năm và là ứng cử viên cho nhiều giải thưởng.
Là trận đấu đầu tiên trong hợp đồng mới của mình, Poirier tái đấu với Conor McGregor tại UFC 257 vào ngày 24 tháng 1 năm 2021. Anh đã giành chiến thắngTKKO ở hiệp hai hai, trở thành người đầu tiên đánh bại McGregor bằng việc hạ đo ván. Chiến thắng này đã mang về cho anh giải thưởng Performance of the Night. Sau đó, hai võ sĩ nhất trí tái đấu trận thứ ba vào ngày 10 tháng 7 năm 2021, tại UFC 264. Poirier tiếp tục đánh bại McGregor bằng TKO sau khi bác sĩ bên võ đài dừng hiệp đấu do McGregor bị gãy xương mác, không thể tiếp tục. Poirier dự kiến sẽ đấu với Charles Oliveira cho đai vô địch hạng nhẹ UFC vào ngày 11 tháng 12 năm 2021 tại UFC 269. Ngày 11 tháng 12 năm 2021, tại UFC 269, Poirier đã thua trận trước Olivera bởi đòn khóa tư thế đứng rear-naked-choke ở hiệp 3.

## Phong cách chiến đấu
Về việc tập luyện, Poirier từng tham gia huấn luyện tại Gladiators Academy dưới thời võ sĩ MMA đã nghỉ hưu Tim Credeur. Sau thất bại trước Chan Sung Jung, Poirier chuyển sang tập ở American Top Team. Huấn luyện viên của anh là Phil Daru. Về kỹ thuật, Poirier giữ đai đen môn Nhu thuật Brasil, được dạy bởi Tim Credeur. Trong khi đấu, hầu hết anh kết liễu đối thủ của mình nhờ sự thành thạo trong các môn võ thuật nổi bật kể từ những ngày đầu của sự nghiệp tại UFC, ít sử dụng Nhu thuật Brasil. Kỹ năng Quyền Anh của anh được đánh giá cao, giành ưu thế trong những chiến thắng áp đảo đáng kể trước những võ sĩ có kỹ thuật tay đẳng cấp như Justin Gaethje, Eddie Alvarez, Dan Hooker, Max Holloway và Conor McGregor.

## Từ thiện
Trong cuộc sống bình thường, Dustin Poirier được biết đến là võ sĩ đóng góp nhiều cho hoạt động thiện nguyện. Anh đã bán đấu giá bộ vật dụng UFC 211 của mình trên eBay để gây quỹ cho Second Harvest Food Bank. Người trả giá cao nhất đã trả 5.100 USD cho áo sơ mi, găng tay, mũ lưỡi trai, khăn quấn tay và quần đùi của Poirier. Vào tháng 4 năm 2018, Poirier và vợ đã thành lập Good Fight Foundation phục vụ hoạt động thiện nguyện. Poirier cũng tiến hành đấu giá bộ thiết bị chiến đấu tại UFC Fight Night 120 và UFC on Fox 29. Số tiền quyên góp được lần lượt đến tay gia đình của một sĩ quan cảnh sát Lafayette đã qua đời và Acadiana Outreach Center. Anh cũng bán đấu giá bộ thiết bị UFC và dùng số tiền quyên góp được để mua 500 chiếc ba lô cho học sinh ở quê nhà Lafayette.
Sau trận đấu với Nurmagomedov tại UFC 242, cả hai đã đổi áo sau trận đấu. Trong cuộc phỏng vấn sau trận, Nurmagomedov nói rằng anh sẽ bán chiếc áo mà Poirier tặng và quyên góp số tiền thu được cho tổ chức từ thiện của Poirier. Tương tự như vậy, Poirier thông báo rằng anh sẽ bán đấu giá bộ thiết bị chiến đấu UFC 242 của mình để gây quỹ cho quỹ từ thiện. Sau sự kiện này, Poirier đã bán đấu giá bộ đồ đấu của mình với áo đấu của Nurmagomedov với giá 60.200 USD. Đồng thời, Nurmagomedov đã bán chiếc áo sơ mi của Poirier với giá 100.000 USD do Dana White, kết hợp với tổng số tiền quyên góp 200.000 USD cho quỹ của Poirier. Theo Poirier, quỹ của anh hợp tác với Justin Wren để giúp cung cấp nước uống sạch cho người dân nghèo khổ vùng Echuya Batwa ở Uganda.
Trong đại dịch COVID-19, quỹ của Poirier đã tặng 1.000 suất ăn cho nhân viên của ba bệnh viện lớn ở khu vực Lafayette quê hương của anh. Vào ngày 26 tháng 6 năm 2020, Poirier đã được UFC trao Giải thưởng Cộng đồng Forrest Griffin cho công việc từ thiện của mình. Sau UFC 257, McGregor đã lên kế hoạch quyên góp 500.000 USD cho quỹ thiện nguyện của Poirier như đã cam kết trước trận đấu theo lịch trình của họ. Kể từ ngày 12 tháng 4 năm 2021, Dustin Poirier tuyên bố rằng việc quyên góp đã không được thực hiện, dẫn đến xung đột giữa các bên và trong quá trình giải quyết.

## Thống kê
| Thống kê thành tích chuyên nghiệp |          |        |
| 35 trận                           | 28 thắng | 6 thua |
| Bằng knockout                     | 14       | 2      |
| Bằng submission                   | 7        | 2      |
| Bằng quyết định trọng tài         | 7        | 2      |
| No contest                        | 1        | 1      |

| KQ    | Chỉ số   | Đối thủ               | Dạng          | Sự kiện                                                  | Ngày                 | Hiệp | Giờ  | Địa điểm                | Ghi chú                                                                   |
| ----- | -------- | --------------------- | ------------- | -------------------------------------------------------- | -------------------- | ---- | ---- | ----------------------- | ------------------------------------------------------------------------- |
| Thua  | 28–7 (1) | Charles Olivera       | Khóa đứng     | UFC 269                                                  | 11 tháng 12 năm 2021 | 3    | 1:02 | Las Vegas               | Tranh đai UFC hạng nhẹ. Performance of the Night.                         |
| Thắng | 28–6 (1) | Conor McGregor        | TKO           | UFC 264                                                  | 10 tháng 7 năm 2021  | 1    | 5:00 | Las Vegas               |                                                                           |
| Thắng | 27–6 (1) | Conor McGregor        | TKO           | UFC 257                                                  | 24 tháng 1 năm 2021  | 2    | 2:32 | Abu Dhabi               | Performance of the Night.                                                 |
| Thắng | 26–6 (1) | Dan Hooker            | UD            | UFC on ESPN: Poirier vs. Hooker                          | 27 tháng 6 năm 2020  | 5    | 5:00 | Las Vegas               | Fight of the Night.                                                       |
| Thua  | 25–6 (1) | Khabib Nurmagomedov   | Khóa cổ       | UFC 242                                                  | 7 tháng 9 năm 2019   | 3    | 2:06 | Abu Dhabi               | Tranh đai UFC Lightweight Championship.                                   |
| Thắng | 25–5 (1) | Max Holloway          | UD            | UFC 236                                                  | 13 tháng 4 năm 2019  | 5    | 5:00 | Atlanta, Georgia        | Giành đai UFC Lightweight Championship Interim. Fight of the Night.       |
| Thắng | 24–5 (1) | Eddie Alvarez         | TKO           | UFC on Fox: Alvarez vs. Poirier 2                        | 28 tháng 7 năm 2018  | 2    | 4:05 | Calgary, Alberta        | Performance of the Night.                                                 |
| Thắng | 23–5 (1) | Justin Gaethje        | TKO           | UFC on Fox: Poirier vs. Gaethje                          | 14 tháng 4 năm 2018  | 4    | 0:33 | Glendale, Arizona       | Fight of the Night. Gaethje bị trừ 1 điểm ở hiệp 3 vì chọc mắt nhiều lần. |
| Thắng | 22–5 (1) | Anthony Pettis        | Khóa thân     | UFC Fight Night: Poirier vs. Pettis                      | 11 tháng 11 năm 2017 | 3    | 2:08 | Norfolk, Virginia       | Fight of the Night.                                                       |
| NC    | 21–5 (1) | Eddie Alvarez         | NC            | UFC 211                                                  | 13 tháng 5 năm 2017  | 2    | 4:12 | Dallas                  | Alvarez tung đòn gối khi Poirier đã tiếp xúc sàn, vi phạm luật UFC.       |
| Thắng | 21–5     | Jim Miller            | MD            | UFC 208                                                  | 11 tháng 2 năm 2017  | 3    | 5:00 | Brooklyn, New York      | Fight of the Night.                                                       |
| Thua  | 20–5     | Michael Johnson       | KO            | UFC Fight Night: Poirier vs. Johnson                     | 17 tháng 9 năm 2016  | 1    | 1:35 | Hidalgo, Texas          |                                                                           |
| Thắng | 20–4     | Bobby Green           | KO            | UFC 199                                                  | 4 tháng 6 năm 2016   | 1    | 2:53 | Inglewood, California   |                                                                           |
| Thắng | 19–4     | Joseph Duffy          | UD            | UFC 195                                                  | 2 tháng 1 năm 2016   | 3    | 5:00 | Las Vegas               |                                                                           |
| Thắng | 18–4     | Yancy Medeiros        | TKO           | UFC Fight Night: Boetsch vs. Henderson                   | 6 tháng 6 năm 2015   | 1    | 2:38 | New Orleans, Louisiana  | Chuyển cân(159 lb); Medeiros lệch cân. Performance of the Night.          |
| Thắng | 17–4     | Carlos Diego Ferreira | KO            | UFC Fight Night: Mendes vs. Lamas                        | 4 tháng 4 năm 2015   | 1    | 3:45 | Fairfax, Virginia       | Trở lại hạng nhẹ. Performance of the Night.                               |
| Thua  | 16–4     | Conor McGregor        | TKO           | UFC 178                                                  | 27 tháng 9 năm 2014  | 1    | 1:46 | Las Vegas               |                                                                           |
| Thắng | 16–3     | Akira Corassani       | TKO           | The Ultimate Fighter Nations Finale: Bisping vs. Kennedy | 16 tháng 4 năm 2014  | 2    | 0:42 | Quebec City, Quebec     | Fight of the Night.                                                       |
| Thắng | 15–3     | Diego Brandão         | KO            | UFC 168                                                  | 28 tháng 12 năm 2013 | 1    | 4:54 | Las Vegas               | Chuyển cân (151.5 lb); Brandão lệch cân.                                  |
| Thắng | 14–3     | Erik Koch             | UD            | UFC 164                                                  | 31 tháng 8 năm 2013  | 3    | 5:00 | Milwaukee, Wisconsin    |                                                                           |
| Thua  | 13–3     | Cub Swanson           | UD            | UFC on Fuel TV: Barão vs. McDonald                       | 16 tháng 2 năm 2013  | 3    | 5:00 | London                  |                                                                           |
| Thắng | 13–2     | Jonathan Brookins     | Khóa Brabo    | The Ultimate Fighter: Team Carwin vs. Team Nelson Finale | 15 tháng 12 năm 2012 | 1    | 4:15 | Las Vegas               |                                                                           |
| Thua  | 12–2     | Chan Sung Jung        | Khóa Brabo    | UFC on Fuel TV: The Korean Zombie vs. Poirier            | 15 tháng 5 năm 2012  | 4    | 1:07 | Fairfax, Virginia       | Fight of the Night.                                                       |
| Thắng | 12–1     | Max Holloway          | Khóa tam giác | UFC 143                                                  | 4 tháng 2 năm 2012   | 1    | 3:23 | Las Vegas               | Submission of the Night.                                                  |
| Thắng | 11–1     | Pablo Garza           | Khóa Brabo    | UFC on Fox: Velasquez vs. dos Santos                     | 12 tháng 11 năm 2011 | 2    | 1:32 | Anaheim, California     |                                                                           |
| Thắng | 10–1     | Jason Young           | UD            | UFC 131                                                  | 11 tháng 6 năm 2011  | 3    | 5:00 | Vancouver               |                                                                           |
| Thắng | 9–1      | Josh Grispi           | UD            | UFC 125                                                  | 1 tháng 1 năm 2011   | 3    | 5:00 | Las Vegas               | Ra mắt hạng lông.                                                         |
| Thắng | 8–1      | Zach Micklewright     | TKO           | WEC 52                                                   | 11 tháng 11 năm 2010 | 1    | 0:53 | Las Vegas               |                                                                           |
| Thua  | 7–1      | Danny Castillo        | UD            | WEC 50                                                   | 18 tháng 8 năm 2010  | 3    | 5:00 | Las Vegas, Nevada       |                                                                           |
| Thắng | 7–0      | Derek Gauthier        | KO            | Ringside MMA                                             | 18 tháng 6 năm 2010  | 1    | 0:57 | Montreal                |                                                                           |
| Thắng | 6–0      | Derrick Krantz        | Khóa tay      | USA MMA: Night of Champions 2                            | 6 tháng 3 năm 2010   | 2    | 3:35 | Lafayette, Louisiana    |                                                                           |
| Thắng | 5–0      | Ronny Lis             | Khóa tay      | USA MMA: Border War 2                                    | 13 tháng 11 năm 2009 | 1    | 0:51 | Lake Charles, Louisiana |                                                                           |
| Thắng | 4–0      | Daniel Watts          | KO            | Bang FC                                                  | 31 tháng 10 năm 2009 | 1    | 1:26 | Greenville, Mississippi |                                                                           |
| Thắng | 3–0      | Joe Torrez            | TKO           | USA MMA 8: Natural Disaster 3                            | 1 tháng 8 năm 2009   | 1    | 2:37 | New Iberia, Louisiana   |                                                                           |
| Thắng | 2–0      | Nate Jolly            | Khóa tay      | Cajun FC                                                 | 26 tháng 6 năm 2009  | 2    | 3:54 | New Iberia, Louisiana   |                                                                           |
| Thắng | 1–0      | Aaron Suarez          | KO            | USA MMA 7: River City Rampage                            | 16 tháng 5 năm 2009  | 1    | 1:19 | Shreveport, Louisiana   |                                                                           |